# Hornabeque del Frente de la Valenciana
El Hornabeque del Frente de la Valenciana es un hornabeque del siglo XVII situada en la ciudad española de Ceuta. Está situado en el extremo sur del Frente de la Valenciana, del Conjunto Monumental de las Murallas Reales.

## Historia
Fue terminado en 1699 por los españoles.

## Descripción
Está formado por una gran muralla, de 100 metros de largo, doce de grosor y seis de alto, y por los semibaluartes de San Pedro y de Santa Ana. La muralla esta horadada por una bóveda de medio punto que comunica la Plaza de Armas con el camino de ronda de la contraescarpa del Foso de la Muralla Real.